# Würde der Kreatur
Die Würde der Kreatur ist seit dem 1. Januar 2000 ein Gesetzesbegriff in Art. 120 der Bundesverfassung der Schweizerischen Eidgenossenschaft (BV). Dieser lautet:

„Der Mensch und seine Umwelt sind vor Missbräuchen der Gentechnologie geschützt. Der Bund erlässt Vorschriften über den Umgang mit Keim- und Erbgut von Tieren, Pflanzen und anderen Organismen. Er trägt dabei der Würde der Kreatur sowie der Sicherheit von Mensch, Tier und Umwelt Rechnung und schützt die genetische Vielfalt der Tier- und Pflanzenarten.“

## Begriff
Der Begriff der Würde der Kreatur geht zurück auf die Ökologiebewegung der 1970er Jahre und wurde zuerst in die Verfassung des Kantons Aargau von 1980 aufgenommen. 1992 wurde der Begriff in die deutsche Sprachfassung der Bundesverfassung von 1874 übernommen, durch die Totalrevision von 1999 dann mit Wirkung zum 1. Januar 2000 in Art. 120 BV.
Dabei flossen traditionalistische, naturverbundene, forschungsfeindliche, philosophische, theologisch-ethische und tierschützerische Denkansätze in den Begriff der Kreaturwürde ein, „die ihn zunehmend verdichteten, jedoch um ein gemeinsames Grundanliegen kreisten: die Eindämmung des technologisch Machbaren im Verhältnis zu anderen Lebewesen, die Bekämpfung menschlicher Hybris, welche die Lebensumwelt als Gesamtgefüge zu gefährden und aus dem Gleichgewicht zu bringen droht.“
Kreaturen im Sinne des Art. 120 Abs. 2 Satz 2 BV sind Pflanzen und Tiere, der Begriff der Würde soll in erster Linie ausdrücken, dass der Mensch auch die nicht-menschliche Kreatur in ihrem Selbstzweck und Selbstwert anerkennt und vor der grundlosen Beschädigung oder Vernichtung schützt (eingeschränkter Biozentrismus). Letztlich handelt es sich um einen unbestimmten Rechtsbegriff, den der einfache Gesetzgeber konkretisieren muss.
Die Schweiz ist das einzige deutschsprachige Land in Europa mit einer Verfassungsnorm, die nicht nur Tiere, sondern auch Pflanzen ausdrücklich schützt. Die Würde der Kreatur wird allerdings systematisch von der im Grundrechteteil verorteten Menschenwürde (Art. 7 BV) klar unterschieden. Andererseits sollen sich Menschenwürde und Würde der Kreatur gleichermaßen gegen jede „Arroganz der Macht“ richten.
Auch die Schweiz erkennt jedoch weder Tieren noch Pflanzen eigene subjektive Rechte und damit die Eigenschaft als Rechtsträger zu. Dies fordern aber die Animal Rights- und die Pflanzenrechtsbewegung.

## Einfachgesetzliche Ausgestaltung
Art. 120 Abs. 2 BV 1999 erteilt dem Bundesgesetzgeber eine Regelungskompetenz für den Bereich der außerhumanen Gentechnologie, soweit es um den Umgang mit Keim- und Erbgut geht. Er trägt dabei der Würde der Kreatur sowie der Sicherheit von Mensch, Tier und Umwelt Rechnung und schützt die genetische Vielfalt der Tier- und Pflanzenarten.

### Gentechnikgesetz
Nach einer 1998 gescheiterten Volksinitiative für ein Totalverbot jeglicher Veränderungen am Erbgut von Kreaturen erließ der Bund mit Art. 8 und 9 des Gentechnikgesetzes (Bundesgesetzes über die Gentechnik im Ausserhumanbereich, GTG) zum 1. Januar 2004 Bestimmung zur Achtung der Würde der Kreatur und zur gentechnischen Veränderung von Wirbeltieren. Der Begriff Würde der Kreatur wird im Gesetz nicht ausdrücklich definiert (vgl. Art. 5 GTG). Die Eidgenössische Ethikkommission für die Biotechnologie im Ausserhumanbereich (EKAH) hat im Auftrag des Bundesrates zur Konkretisierung des unbestimmten Verfassungsbegriffs der Würde der Kreatur bei Pflanzen im Jahr 2008 einen Bericht vorgelegt. Danach sollen Pflanzen nicht willkürlich zerstört werden, weil Pflanzen ohne vernünftigen Grund und damit ungerechtfertigt nichts Schlechtes angetan werden dürfe.
Gem. Art. 8 GTG darf bei Tieren und Pflanzen durch gentechnische Veränderungen des Erbmaterials die Würde der Kreatur nicht missachtet werden. Ob die Würde der Kreatur missachtet wird, muss im Einzelfall anhand einer Abwägung verschiedener schutzwürdiger Interessen ermittelt werden. Zu den schutzwürdigen Interessen zählen etwa „ein wesentlicher Nutzen für die Gesellschaft auf wirtschaftlicher, sozialer oder ökologischer Ebene“ oder „die Wissensvermehrung.“ Der Eigenwert von Kreaturen muss gegen das menschliche Interesse abgewogen werden, so dass Eingriffe nur erlaubt sind, wenn sich das menschliche Interesse im Einzelfall als höherrangig erweist. Für einzelne gentechnische Veränderungen kann der Bundesrat ausnahmsweise eine Abwägung erlassen.
Gem. Art. 9 GTG dürfen gentechnisch veränderte Wirbeltiere nur für Zwecke der Forschung, Therapie und Diagnostik an Menschen oder Tieren erzeugt und in Verkehr gebracht werden.

### Tierschutzgesetz
Zweck des Schweizer Tierschutzgesetzes (TSchG) ist es, „die Würde und das Wohlergehen des Tieres zu schützen“ (Art. 1 TSchG). Würde bedeutet im TSchG, den „Eigenwert des Tieres, der im Umgang mit ihm geachtet werden muss. Die Würde des Tieres wird missachtet, wenn eine Belastung des Tieres nicht durch überwiegende Interessen gerechtfertigt werden kann. Eine Belastung liegt vor, wenn dem Tier insbesondere Schmerzen, Leiden oder Schäden zugefügt werden, es in Angst versetzt oder erniedrigt wird, wenn tief greifend in sein Erscheinungsbild oder seine Fähigkeiten eingegriffen oder es übermässig instrumentalisiert wird“ (Art. 3 lit. a TSchG).  Mit Freiheitsstrafe bis zu drei Jahren oder Geldstrafe wird bestraft, wer vorsätzlich ein Tier misshandelt, vernachlässigt, es unnötig überanstrengt oder dessen Würde in anderer Weise missachtet (Art. 26 Abs. 1 lit. a TSchG).
Die Tierwürde darf demnach verletzt werden, um höherwertige Interessen zu wahren, etwa in der Nutztierhaltung für die menschliche Ernährung oder zur Schädlingsbekämpfung. Dies unterscheidet sie von der unantastbaren Menschenwürde. Die eidgenössische Volksinitiative «Keine Massentierhaltung in der Schweiz (Massentierhaltungsinitiative)», welche voraussichtlich am 25. September 2022 zur Abstimmung kommt, will die Würde des Tieres in der landwirtschaftlichen Tierhaltung in der Verfassung festhalten. Davon wäre vor allem die Geflügel- und Schweinefleischproduktion in der Schweiz betroffen.

## Beispiele aus der Rechtsprechung
Mit Entscheid vom 2. August 1989 sah es das Bundesgericht als mit der dem Menschen eigenen Achtung vor dem tierischen Leben als unvereinbar an, von einem Autofahrer zu verlangen, dass er beim Auftauchen von Wirbeltieren auf der Fahrbahn „einfach zufährt.“ Tauchten auf der Fahrbahn plötzlich Tiere auf, so stelle dies eine Gefahrensituation dar, in welcher auch bei brüskem Bremsen nicht von unnötigem Anhalten im Sinne des Strassenverkehrsgesetzes gesprochen werden könne.
In zwei weiteren Entscheiden über die Bewilligung von Tierversuchen mit Rhesusaffen betonte das Bundesgericht, dass die Würde der Kreatur zwar nicht mit der Menschenwürde gleichgesetzt werden könne und dürfe, sie aber verlange, dass über Lebewesen der Natur, jedenfalls in gewisser Hinsicht, gleich reflektiert und gewertet werde wie über Menschen. Diese Nähe zwischen der Würde der Kreatur und der Menschenwürde zeige sich besonders bei nicht-menschlichen Primaten aufgrund ihrer genetischen und sinnesphysiologischen Nähe zum Menschen, insbesondere ihrer Empfindungsfähigkeit.

## Kritik
Erst die Würde der Kreatur als Rechtswert setze „der Pflicht zur Beachtung ethischer Grundregeln im Umgang mit Tieren und Pflanzen Zähne ein.“ Anders als die meisten anderen Rechtsordnungen belasse es das schweizerische Recht nicht bei Lippenbekenntnissen zur Mitgeschöpflichkeit der Kreatur, sondern „könne diese durch die Konstruktion einer Abwägungssituation auch realisieren.“
Das Prinzip der Würde der Kreatur setze der Instrumentalisierung von Tieren durch seine programmatische, staatsleitende Dimension auf der
Ebene der Rechtsanwendung und Rechtsprechung zwar Schranken. Verbesserungen im Verfahrensrecht, z. B. in Form der Zulassung von Verbandsklagen, müssten aber die Beachtung der Würde der Kreatur stärken.

## Grundgesetz für die Bundesrepublik Deutschland
Nach den Bestimmungen des Grundgesetzes besteht ein kategorialer Unterschied zwischen menschlichem, würdebegabtem Leben und den Belangen des Tierschutzes.
Verglichen mit der Schweizer Bundesverfassung schütze Art. 20a GG als Staatszielbestimmung „nur die Idee des Tierschutzes, nicht aber die einzelne Tierart und schon gar nicht das individuelle Tier.“ Im Hinblick auf den Regelungsauftrag an den deutschen Gesetzgeber, den verfassungsrechtlichen Staatszielen Umwelt- und Tierschutz mit geeigneten einfachgesetzlichen Vorschriften Rechnung zu tragen und der Notwendigkeit einer sachgerechten Abwägung der Staatsziele aus Art. 20a GG mit anderen Verfassungsgütern und Werten des Grundgesetzes durch Verwaltung und Rechtsprechung bleibt Art. 20a GG jedoch hinter der „Konstruktion einer Abwägungssituation“ durch Art. 120 Abs. 2 BV nicht erkennbar zurück, zumal „der Inhalt dieser vagen Verfassungsbestimmung umstritten ist.“ Die Schweizer Regelung vermag allerdings die internationale Diskussion zur moralischen Notwendigkeit von Verfassungsänderungen zugunsten der Tiere zu fördern.

## Trivia
Die satirische Anti-Nobelpreis-Jury zeichnete 2008 im Bereich „Frieden“ die Eidgenössische Ethikkommission für die Biotechnologie im Ausserhumanbereich (EKAH) zusammen mit allen Bürgern der Schweiz für die Anerkennung der Pflanzenwürde aus.